# Kathedrale von Northampton

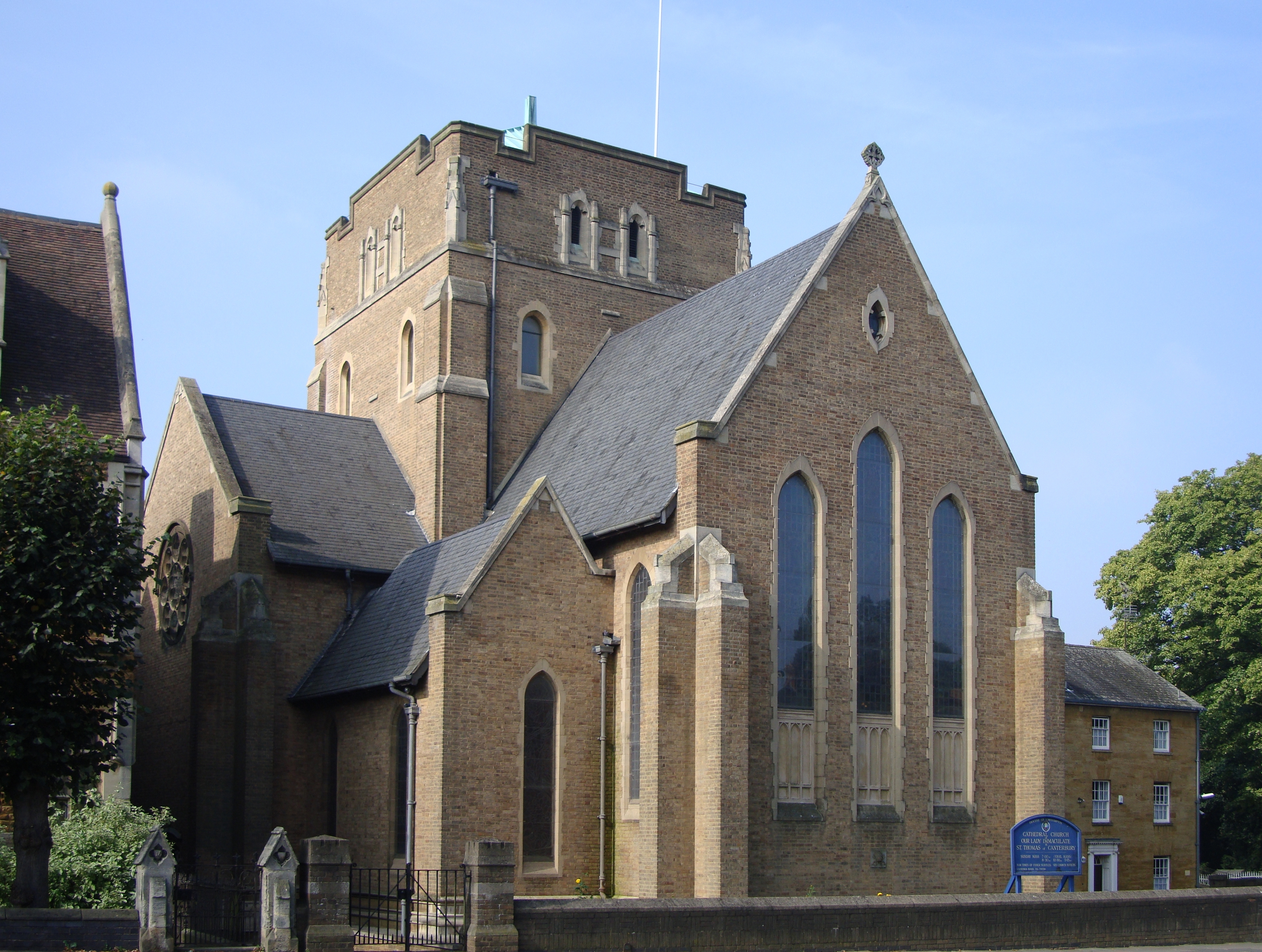
Kathedrale von Northampton, Ostansicht

Die Kathedrale von Northampton (Cathedral Church of Our Lady Immaculate and St Thomas of Canterbury) in der mittelenglischen Stadt Northampton ist die Bischofskirche des römisch-katholischen Bistums Northampton. Die neugotische Basilika wurde in drei Bauabschnitten 1844, 1863/64 und 1948–1955 erbaut.

## Geschichte und Architektur
Die Kathedrale steht auf dem Gelände des mittelalterlichen Klosters St. Andrew’s, das mit Lebensstationen von Thomas Becket und Johannes Duns Scotus verbunden ist, von dem aber keine Gebäudereste erhalten sind.
Nachreformatorisches katholisches Leben begann in Northampton in den 1820er Jahren. 1825 wurde an der Stelle der heutigen Kirche eine St.-Andreas-Kapelle erbaut. Als diese für die vor allem durch irische Zuwanderer gewachsene Gemeinde nicht mehr ausreichte, wurde 1844 westlich von ihr nach Plänen von Augustus Welby Northmore Pugin eine Collegiate Chapel mit dem Patrozinium des heiligen Felix errichtet.
Nach der Erhebung Northamptons zum Bischofssitz 1850 wurde auch die St.-Felix-Kapelle zu klein, und Edward Welby Pugin erweiterte sie bis 1864 zu einer dreischiffigen Basilika, dem Langhaus der heutigen Kathedrale. Der von ihm geplante Turm blieb unrealisiert. Jetzt erhielt die Kirche die Namen der ohne Erbsünde empfangenen Gottesmutter und des heiligen Thomas von Canterbury.
Ab 1948 wurde dann die Ausrichtung der Kathedrale von Westen nach Osten gedreht; die polygonale Westapsis wurde zum Eingangsbereich umgewandelt und mit einer Empore versehen. Im Osten wurde die St.-Andreas-Kapelle von 1825 abgerissen und die Kathedrale um einen neuen, flach schließenden Chor und ein Querhaus mit zinnenbekröntem Vierungsturm in Formen des Tudorstils erweitert.

## Ausstattung
Den Abschnitten der Baugeschichte entsprechend besitzt die Northamptoner Kathedrale im Langhaus neugotische Bleiglasfenster und Statuen, im Ostteil eine Einrichtung aus der zweiten Hälfte des 20. Jahrhunderts.

### Orgeln
In der Kathedrale befinden sich zwei Orgeln. Die Hauptorgel ist ein digitales Instrument mit 60 Registern auf drei Manualen und Pedal. Es wurde 2008 auf der Westempore installiert. Auf der nördlichen Vierungstribüne befindet sich ein kleines Pfeifen-Instrument, das 1976 von dem Orgelbauer Hendrik ten Bruggencate (Northampton) erbaut worden ist. Das Instrument hat 10 Register auf zwei Manualen und Pedal. Die Trakturen sind mechanisch.
| I Hauptwerk C–g3 |       |
| Prestant         | 8′    |
| Octaaf           | 4′    |
| Mixtuur IV       | 1 ⁄3′ |
| Trompet          | 8′    |

| II Brustwerk C–g3 |       |
| Gedekt            | 8′    |
| Roerfluit         | 4′    |
| Gemshoorn         | 2′    |
| Quint             | 1 ⁄3′ |
| Sesquialtera II   | 2 ⁄3′ |

| Pedal C–f1 |     |
| Subbass    | 16′ |

- Koppeln: II/I, I/P, II/P